# Academia de Bellas Artes de Puebla
La Academia de Bellas Artes de Puebla o Instituto de Artes Visuales del Estado de Puebla (IAVEP) fue una institución educativa de artes fundada en el siglo XIX y que funcionó como tal por más de siglo y medio. También se convirtió en un importante acervo de grabados y pinturas de artistas de Francia, Holanda e Italia como Rembrandt, Rubens y Rafael Sanzio. Dejó de funcionar en 1973 como Academia de Bellas Ates de Puebla para dar paso al Instituto de Artes Visuales del Estado de Puebla (IAVEP) y su acervo artístico fue solicitado por Rafael Moreno Valle para exhibirse en el Museo Barroco, hasta ahora no ha sido regresado.

## Historia
La Academia tuvo sus antecedentes en la creación de la Junta de Caridad para la Buena Educación de la Juventud fundada el 13 de julio de 1813 en la Ciudad de Puebla por el sacerdote José Antonio Jiménez de las Cuevas quien había obtenido la licencia real desde el 28 de marzo del año anterior. Tal junta crearía la Academia de Bellas designando como sede el inmueble conocido como la Casa de las Bóvedas propiedad de Diego Peláez Sánchez. La escuela incluía una academia de dibujo, para lo cual Jiménez de las Cuevas solicitó donaciones de obras artísticas europeas, las principales obras del acervo fueron cedidas por los obispos Antonio Joaquín Pérez Martínez y Francisco Pablo Vázquez, así como el mismo José Antonio Jiménez de las Cuevas, también recibió apoyos económicos y en inmuebles de políticos como el gobernador de Puebla Baltazar Furlong y el presidente de México Benito Juárez.
La Academia generó o estuvo relacionada con varios artistas de renombre, el famoso arquitecto y grabador José Manzo fue miembro fundador de su junta directiva. Algunos alumnos destacados fueron Agustín Arrieta, José Antonio y Cayetano Padilla, Bernardo Olivares, Calixto Carrión, Salvador del Huerto y Francisco Morales Van den Eyden.
La academia funcionó hasta 1973 y su acervo fue adquirido por la Benemérita Universidad Autónoma de Puebla resguardado en la Biblioteca Histórica José María Lafragua.
A partir de ese día la academia cambiará su nombre a Instituto de Artes Visuales del Estado de Puebla (IAVEP). En donde se sigue educando a los estudiantes en las Artes Plásticas hasta el día de hoy.
Imposición de directora
Denuncias de acoso en el IAVEP
Situación del inmueble